# Chrysophyllum ubanguiense
Chrysophyllum ubanguiense là một loài thực vật có hoa trong họ Hồng xiêm. Loài này được (De Wild.) Govaerts mô tả khoa học đầu tiên năm 1999.